# Józef Pocwa
Józef Pocwa, w relacjach prasowych Pocwa I (ur. 29 kwietnia 1928 w Mysłowicach, zm. 28 listopada 1975 w Tarnowskich Górach) – polski piłkarz występujący na pozycji pomocnika. Wicemistrz Polski 1955, reprezentant Polski B.

## Kariera piłkarska
Wychowanek Lechii 06 Mysłowice. W latach 1952–1953 był zawodnikiem II-ligowego Lotnika Warszawa. W 1954 r. zasilił kadrę Stali Sosnowiec. W nowej drużynie zadebiutował 14 marca 1954 r. w meczu Budowlani Opole - Stal Sosnowiec (1:4), a pierwszego gola zdobył 31 października 1954 w meczu Stal Sosnowiec - Gwardia Kielce (2:1). W tym samym roku wywalczył awans do I ligi. W 1955 r. z drużyną Stali zdobył wicemistrzostwo Polski. 24 marca 1957 w meczu Pucharu Polski - Unia Racibórz - Stal Sosnowiec 3:1 zaliczył ostatni występ w barwach sosnowieckiego klubu.

### Statystyki piłkarskie
W I lidze rozegrał 43 mecze i zdobył 2 bramki jako zawodnik Stali Sosnowiec.
| Sezon     | Klub            | Liga          | Mecze | Gole | Uwagi             |
| --------- | --------------- | ------------- | ----- | ---- | ----------------- |
| 1952      | Lotnik Warszawa | II liga       | ?     | ?    |                   |
| 1953      | Lotnik Warszawa | II liga       | ?     | ?    |                   |
| 1953/1954 | Stal Sosnowiec  | Puchar Polski | 2     | 0    | półfinał          |
| 1954      | Stal Sosnowiec  | II liga       | 20    | 1    | awans do I ligi   |
| 1955      | Stal Sosnowiec  | I liga        | 22    | 1    | wicemistrz Polski |
| 1955/1956 | Stal Sosnowiec  | Puchar Polski | 1     | 0    |                   |
| 1956      | Stal Sosnowiec  | I liga        | 21    | 1    |                   |
| 1956/1957 | Stal Sosnowiec  | Puchar Polski | 2     | 0    | ćwierćfinał       |
|           | suma            | II liga       | ?     | ?    |                   |
|           | suma            | I liga        | 43    | 2    |                   |
|           | suma            | Puchar Polski | 5     | 0    |                   |

## Kariera reprezentacyjna
Józef Pocwa nigdy nie wystąpił w reprezentacji Polski A. Zaliczył jedynie jeden oficjalny mecz w reprezentacji Polski B.
| l.p. | Data            | Miejsce | Gospodarz  | Przeciwnik | Rezultat | Rozgrywki  | Grał | Uwagi | Zawodnik klubu |
| ---- | --------------- | ------- | ---------- | ---------- | -------- | ---------- | ---- | ----- | -------------- |
| 1.   | 8 sierpnia 1954 | Sofia   | Bułgaria B | Polska B   | 2:1      | towarzyski | 45'  |       | Stal Sosnowiec |

## Sukcesy
- wicemistrzostwo Polski 1955 ze Stalą Sosnowiec
- awans do I ligi 1954 ze Stalą Sosnowiec
- półfinał Pucharu Polski 1954 ze Stalą Sosnowiec

## Życie prywatne
Był starszym bratem Augustyna Pocwy, piłkarza Stali Sosnowiec.